# 세키호쿠 본선
세키호쿠 본선(일본어: 石北本線,せきほくほんせん)은 홋카이도 아사히카와시의 신아사히카와역에서 아바시리시의 아바시리역을 잇는 홋카이도 여객철도의 철도 노선이다.

## 연혁
세키호쿠 본선은 처음부터 세키호쿠 선으로써 시공된 신아사히카와 - 엔가루, 유베쓰 경편선으로 만들어진 엔가루 - 기타미, 아바시리 본선으로써 개통된 기타미 - 아바시리의 세 구간으로 나뉜다.

### 아바시리 본선
- 1911년 9월 25일 : 아바시리 선 리쿠베쓰 - 놋케우시 간 개통.
- 1912년 10월 5일 : 놋케우시 - 아바시리(후에 하마아바시리로 개칭 후 폐지) 간 개통.
- 1961년 4월 1일 : 기타미 - 하마아바시리 구간이 세키호쿠 선으로 편입. 나머지 구간은 치호쿠 선으로 개칭되었다.

### 유베쓰 경편선
- 1912년 11월 18일 : 놋케우시(현 키타미) - 루베시베 간 개통.
- 1914년 10월 5일 : 유베쓰 경편선을 루베시베 경편선으로 개칭하고, 새로운 유베쓰 경편선으로 루베시베 - 시모이쿠타하라(현 야스쿠니) 구간이 개통. 명칭을 구별한 까닭은 루베시베까지는 궤간 1067mm로 건설되었으나 루베시베부터는 궤간 762mm로 건설되었기 때문이다.
- 1915년 11월 1일 : 시모이쿠타하라 - 엔가루 - 샤나후치(후에 카이세이로 개칭 후 폐지) 연장 개통.
- 1916년 11월 7일 : 유베쓰 경편선을 1067mm 궤간으로 개궤하고 루베시베 경편선을 편입.
- 1922년 9월 2일 : 유베쓰 선으로 개칭.
- 1932년 10월 1일 : 놋케우시 - 엔가루 구간을 세키호쿠 선에 편입하고 나머지 구간은 나요로 본선에 편입.

### 세키호쿠 선
- 1922년 11월 4일 : 세키호쿠 선 신아사히카와 - 아이베쓰 간 개통.
- 1923년 11월 15일 : 아이베쓰 - 가미카와 간 연장 개통.
- 1927년 10월 10일 : 세키호쿠히가시 선 마루셋푸 - 엔가루 간 개통. 이에 따라 기존 세키호쿠 선은 세키호쿠니시 선으로 개칭됨.
- 1929년 8월 12일 : 히가시 선 시라타키 - 마루셋푸 간 연장 개통.
- 1929년 11월 20일 : 니시 선 가미카와 - 나카코시 간 연장 개통.
- 1932년 10월 1일 : 나카코시 - 시라타키 간 연장 개통으로 니시, 히가시 양 선에 유베쓰 선 엔가루 - 놋케우시 간을 합해 세키호쿠 선으로 개칭.
- 1961년 4월 1일 : 아바시리 본선 기타미 - 하마아바시리 구간을 편입하여 세키호쿠 본선으로 개칭.
- 1980년 10월 1일 : 히가시아사히카와 - 기타아사히카와 간 삼각선 개통.
- 1984년 2월 1일 : 아바시리 - 하마아바시리 간 폐지.
- 1987년 4월 1일 : 히가시아사히카와 - 기타아사히카와 간 폐지.
- 2016년 3월 26일 : 가미시라타키역, 규시라타키 역 폐지.
- 2021년 3월 13일 : 기타히노데역, 쇼군잔역, 도운역, 이쿠노역 폐지.

## 역 목록
기본적으로 모든 여객 열차가 소야 본선의 아사히카와 역을 기점으로 하는 만큼 편의상 해당 구간을 함께 기재한다.
- 역명 … ◇：화물 취급 역
- 정차역
  - 보통 특별 쾌속 기타미 …● 표시 역은 모든 열차 정차, ▲ 표시 역 일부 열차가 통과, | 표 역은 모든 열차 통과
  - 특급… 오호츠크 (열차)를 참조하라
- 선로 … ∥：복선 구간, ∨：여기 아래는 단선, ◇・◆・｜：단선 구간(◇은 기차 교환 가능, ◆은 스위치백 역)
- 모든 역 홋카이도에 소재

| 노선명        | 역 번호             | 역명           | 일어 역명 | 역간 거리 | 신아사히카와 에서 역간 거리 | 보통 | 특별 쾌속 키타미            | 접속 노선                                  | 선로                   | 소재지       |
| ------------- | ------------------- | -------------- | --------- | --------- | --------------------------- | ---- | --------------------------- | ------------------------------------------ | ---------------------- | ------------ |
| ※             | A28                 | 아사히카와     | 旭川      | -         | 3.7                         | ●    | ●                           | 홋카이도 여객철도:하코다테 본선・후라노 선 | ∥                      | 아사히카와시 |
| ※             | A29                 | 아사히카와요조 | 旭川四条  | 1.8       | 1.9                         | ●    | ｜                          |                                            | ∥                      | 아사히카와시 |
| ※             | A30                 | 신아사히카와   | 新旭川◇   | 1.9       | 0.0                         | ●    | ｜                          | 홋카이도 여객철도:소야 본선（나요로 방면） | ∨                      | 아사히카와시 |
| 세키호쿠 본선 | A30                 | 신아사히카와   | 新旭川◇   | 1.9       | 0.0                         | ●    | ｜                          | 홋카이도 여객철도:소야 본선（나요로 방면） | ∨                      | 아사히카와시 |
| A31           | 미나미나가야마      | 南永山         | 2.5       | 2.5       | ●                           | ｜   |                             | ｜                                         |                        | 아사히카와시 |
| A32           | 히가시아사히카와    | 東旭川         | 2.7       | 5.2       | ●                           | ｜   |                             | ◇                                          |                        | 아사히카와시 |
| A34           | 사쿠라오카          | 桜岡           | 2.9       | 10.2      | ●                           | ｜   |                             | ◇                                          |                        | 아사히카와시 |
| A35           | 도마                | 当麻           | 3.7       | 13.9      | ●                           | ●    |                             | ◇                                          | 가미카와 군 도마정     |              |
| A37           | 이카우시            | 伊香牛         | 2.1       | 19.5      | ●                           | ｜   |                             | ◇                                          | 가미카와 군 도마정     |              |
| A38           | 아이베쓰            | 愛別           | 6.4       | 25.9      | ●                           | ｜   |                             | ◇                                          | 가미카와 군 아이베쓰정 |              |
| A39           | 나카아이베쓰        | 中愛別         | 6.1       | 32.0      | ●                           | ｜   |                             | ◇                                          | 가미카와 군 아이베쓰정 |              |
| A40           | 아이잔              | 愛山           | 4.0       | 36.0      | ▲                           | ｜   |                             | ｜                                         | 가미카와 군 아이베쓰정 |              |
| A41           | 안타로마            | 安足間         | 2.0       | 38.0      | ●                           | ｜   |                             | ◇                                          | 가미카와 군 아이베쓰정 |              |
| A43           | 가미카와            | 上川           | 4.5       | 44.9      | ●                           | ●    |                             | ◇                                          | 가미카와 군 가미카와정 |              |
|               | 나카코시 신호장     | 中越信号場     | -         | 57.2      | ｜                          | ｜   |                             | ◇                                          | 가미카와 군 가미카와정 |              |
|               | 가미코시 신호장     | 上越信号場     | -         | 64.9      | ｜                          | ｜   |                             | ◇                                          | 가미카와 군 가미카와정 |              |
|               | 오쿠시라타키 신호장 | 奥白滝信号場   | -         | 73.9      | ｜                          | ｜   |                             | ◇                                          | 몬베쓰 군 엔가루정     |              |
| A45           | 시라타키            | 白滝           | 37.3      | 82.2      | ●                           | ●    |                             | ◇                                          | 몬베쓰 군 엔가루정     |              |
| A47           | 시모시라타키 신호장 | 下白滝信号場   | -         | 92.7      | ｜                          | ｜   |                             | ◇                                          | 몬베쓰 군 엔가루정     |              |
| A48           | 마루셋푸            | 丸瀬布         | 19.7      | 101.9     | ●                           | ●    |                             | ◇                                          | 몬베쓰 군 엔가루정     |              |
| A49           | 세토세              | 瀬戸瀬         | 7.8       | 109.7     | ●                           | ｜   |                             | ◇                                          | 몬베쓰 군 엔가루정     |              |
| A50           | 엔가루              | 遠軽           | 11.1      | 120.8     | ●                           | ●    |                             | ◆                                          | 몬베쓰 군 엔가루정     |              |
| A51           | 야스쿠니            | 安国           | 8.0       | 128.8     | ●                           | ●    |                             | ◇                                          | 몬베쓰 군 엔가루정     |              |
| A53           | 이쿠타하라          | 生田原         | 5.0       | 137.7     | ●                           | ●    |                             | ◇                                          | 몬베쓰 군 엔가루정     |              |
| A54           | 가네하나 신호장     | 金華信号場     | -         | 152.7     | ｜                          | ｜   |                             | ◇                                          | 기타미시               |              |
| A55           | 니시루베시베        | 西留辺蘂       | 18.5      | 156.2     | ●                           | ｜   |                             | ｜                                         | 기타미시               |              |
| A56           | 루베시베            | 留辺蘂         | 2.0       | 158.2     | ●                           | ●    |                             | ◇                                          | 기타미시               |              |
| A57           | 아이노나이          | 相内           | 10.9      | 169.1     | ●                           | ●    |                             | ◇                                          | 기타미시               |              |
| A58           | 히가시아이노나이    | 東相内         | 4.6       | 173.7     | ●                           | ●    |                             | ◇                                          | 기타미시               |              |
| A59           | 니시기타미          | 西北見         | 2.6       | 176.3     | ●                           | ●    |                             | ｜                                         | 기타미시               |              |
| A60           | 기타미              | 北見           | 4.7       | 181.0     | ●                           | ●    |                             | ◇                                          | 기타미시               |              |
| A61           | 하쿠요              | 柏陽           | 2.7       | 183.7     | ●                           |      |                             | ｜                                         | 기타미시               |              |
| A62           | 이토시노            | 愛し野         | 2.2       | 185.9     | ●                           |      |                             | ｜                                         | 기타미시               |              |
| A63           | 단노                | 端野           | 1.4       | 187.3     | ●                           |      |                             | ◇                                          | 기타미시               |              |
| A64           | 히우시나이          | 緋牛内         | 7.3       | 194.6     | ●                           |      |                             | ◇                                          | 기타미시               |              |
| A65           | 비호로              | 美幌           | 11.5      | 206.1     | ●                           |      |                             | ◇                                          | 아바시리 군 비호로정   |              |
| A66           | 니시메만베쓰        | 西女満別       | 7.0       | 213.1     | ▲                           |      |                             | ｜                                         | 아바시리 군 오조라정   |              |
| A67           | 메만베쓰            | 女満別         | 5.0       | 218.1     | ●                           |      |                             | ◇                                          | 아바시리 군 오조라정   |              |
| A68           | 요비토              | 呼人           | 7.8       | 225.9     | ●                           |      |                             | ◇                                          | 아바시리시             |              |
| A69           | 아바시리            | 網走           | 8.1       | 234.0     | ●                           |      | 홋카이도 여객철도:센모 본선 | ◇                                          | 아바시리시             |              |

- ※：아사히카와 역 - 신아사히카와 역은 소야 본선